# Juan Ramón Lucas
Juan Ramón Lucas (Madrid, 2 de novembre de 1958) és un periodista espanyol. Llicenciat en periodisme per la Universitat Complutense de Madrid.

## Biografia

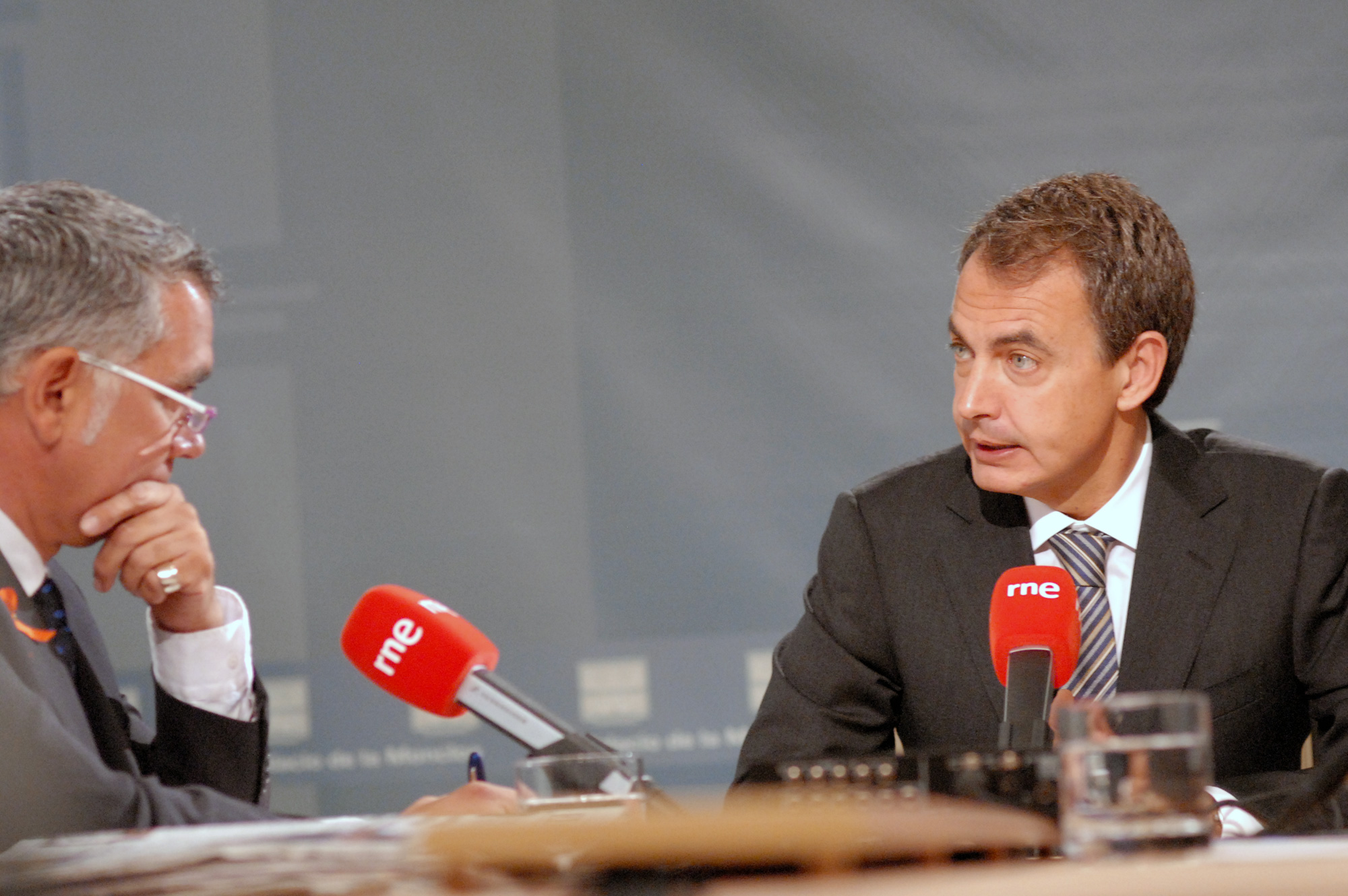
Lucas durant una entrevista a José Luis Rodríguez Zapatero

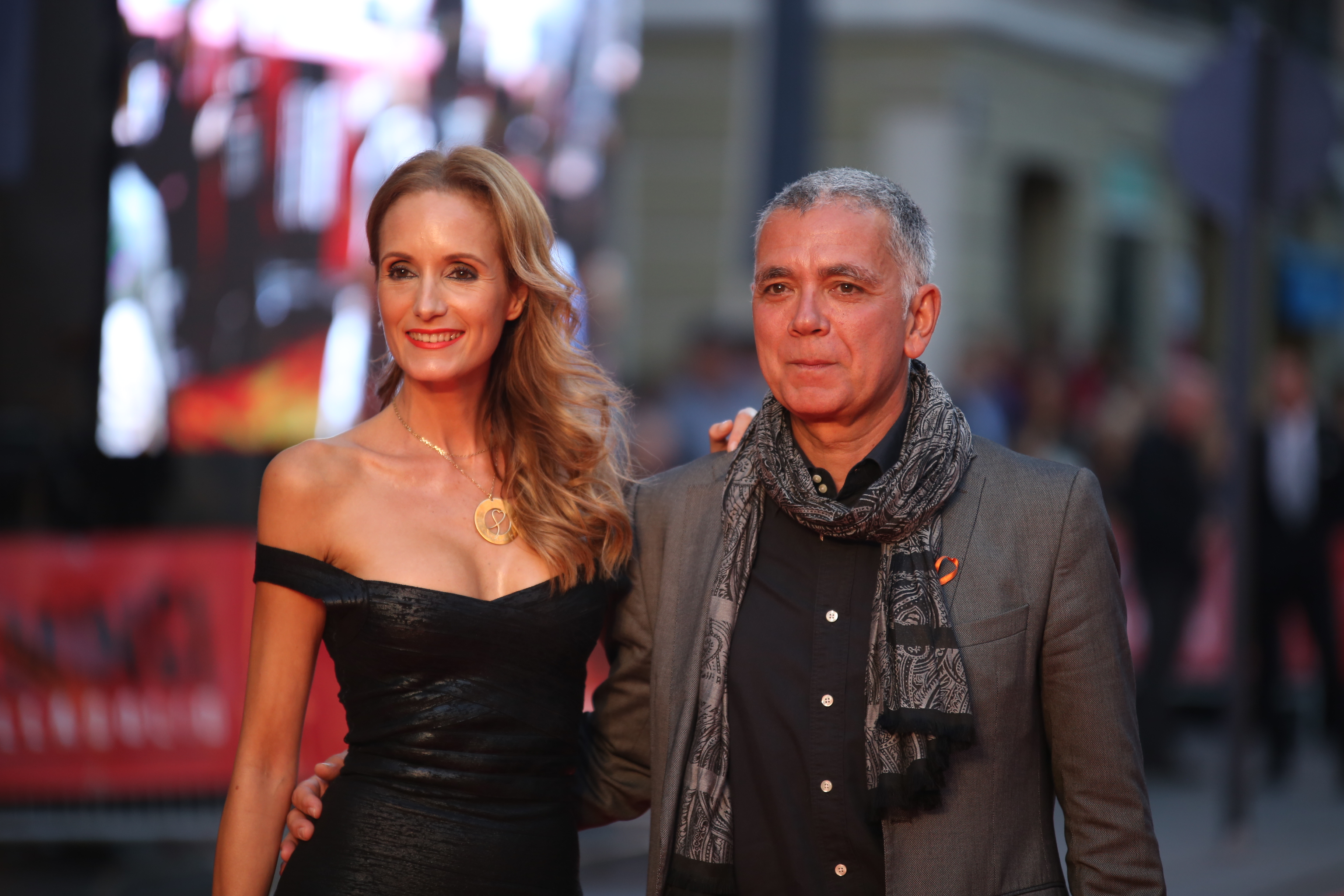
Sandra Ibarra i Juan Ramón Lucas en la SEMINCI 2016

Juan Ramón Lucas va néixer a Madrid, el seu pare era de Colombres i la mare de Mieres, ambdós asturians que es traslladaren amb Juan Ramón als 7 mesos a Boquerizo, a Ribadedeva (Astúries), on va passar la seva infantesa.

## Experiència professional
Va iniciar en 1979 la seva trajectòria professional treballant en Ràdio Joventut de Madrid, així com en el Diari Informaciones.
Els seus primers contactes amb la televisió es van produir a partir de 1982, quan es va incorporar a Televisió Espanyola, col·laborant amb el programa Informe semanal.
En 1987 comença a treballar en la secció d'economia de la Cadena SER, en la qual més endavant conduiria Matinal SER (1990) i Hora 14 (1992).
En 1993 passa a Onda Cero i durant un temps es fa càrrec de la direcció i presentació de l'informatiu matinal Al día, on roman fins a febrer de 1997.
Al febrer de 1997 és contractat per Telecinco per a dirigir i presentar, amb Montserrat Domínguez, l'informatiu Las noticias a les 14'30. La popularitat li arriba a partir de 1997, quan va començar a presentar l'edició de les 20'30 dels Informativos Telecinco, labor que va desenvolupar fins a 2001.
Al setembre d'aquest any és fitxat per Antena 3 per a fer-se càrrec del magazín matinal De buena mañana, amb el qual la cadena pretenia millorar la seva quota de pantalla en aquesta franja horària en detriment del seu més directe competidor, Telecinco, que liderava gràcies al programa de María Teresa Campos. No obstant això, l'espai no rep el suport de l'audiència, i Lucas n'és substituït al capdavant per Isabel Gemio a l'abril de 2002.
No obstant això va continuar en la cadena i en 2002 va presentar sengles reality xou que tampoc van aconseguir grans nivells d'audiència: Al gener Confianza ciega, al costat de Francine Gálvez i al maig Estudio de actores, que pretenia estrafer l'èxit d' Operación Triunfo.
Entre setembre de 2002 i març de 2004 va presentar Todo Madrid en Telemadrid. En la temporada 2003-2004 va treballar també per a Canal 9 amb La Naranja Metálica.
En 2004 va tornar a Antena 3 per a substituir a Pedro Piqueras en l'espai informatiu 7 Días, 7 Noches, programa que abandona quan al setembre de 2004 és fitxat per Televisió espanyola, després de l'entrada del llavors nou equip directiu de la cadena, liderat per Carmen Caffarel, per a conduir el magazín de tarda Esto es vida, produïda per El Mundo TV.
Els seus últims projectes de televisió van ser en la nova cadena privada La Sexta: Brigada policial (març de 2006), un espai que mostra casos reals resolts per la policia i Elegidos programa de recerca que mai va arribar a tenir l'audiència esperada.
Finalment, al juny de 2007, s'incorpora a Televisió Espanyola amb El ojo público del ciudadano, un espai sobre informació als consumidors. Un any després, presenta el programa d'entrevistes En noches como esta.
Entre setembre de 2007 i juliol de 2012 va conduir el magazín matinal En días como hoy de Radio Nacional de España, i fou rellevat del lloc després de l'entrada del nou equip directiu de la cadena, encapçalat per Leopoldo González-Echenique i Manuel Ventero.
En 2013 torna de nou a TVE amb Código Emprende.
Des del 8 d'abril de 2015 torna a la ràdio per a conduir el magazín matinal Más de uno d'Onda Cero, al costat de Carlos Alsina.

## Mitjans en els que ha participat
| De   | A    | Programa                     | Tipus    | Canal                    |
| ---- | ---- | ---------------------------- | -------- | ------------------------ |
| 1979 | 1981 | Diversos                     | Ràdio    | Radio Juventud de Madrid |
| 1979 | 1981 | Diversos                     | Periòdic | Diario Informaciones     |
| 1982 | 1987 | Informe semanal              | TV       | TVE                      |
| 1987 | 1990 | secció d'economia            | Ràdio    | Cadena SER               |
| 1990 | 1992 | Matinal SER                  | Ràdio    | Cadena SER               |
| 1992 | 1993 | Hora 14                      | Ràdio    | Cadena SER               |
| 1993 | 1997 | Al día                       | Ràdio    | Onda Cero                |
| 1997 | 2001 | Informativos Telecinco       | TV       | Telecinco                |
| 2001 | 2002 | De buena mañana              | TV       | Antena 3                 |
| 2002 | 2002 | Confianza ciega              | TV       | Antena 3                 |
| 2002 | 2002 | Estudio de actores           | TV       | Antena 3                 |
| 2002 | 2004 | Todo Madrid                  | TV       | Telemadrid               |
| 2003 | 2004 | La Naranja Metálica          | TV       | Canal 9                  |
| 2004 | 2004 | 7 días, 7 noches             | TV       | Antena 3                 |
| 2004 | 2005 | Esto es vida                 | TV       | TVE                      |
| 2006 | 2006 | Brigada policial             | TV       | La Sexta                 |
| 2006 | 2006 | Elegidos                     | TV       | La Sexta                 |
| 2007 | 2012 | En días como hoy             | Ràdio    | RNE                      |
| 2007 | 2007 | El ojo público del ciudadano | TV       | TVE                      |
| 2008 | 2009 | En noches como ésta          | TV       | TVE                      |
| 2013 | 2013 | Código Emprende              | TV       | TVE                      |
| 2015 | 2018 | Más de uno                   | Ràdio    | Onda Cero                |
| 2018 | -    | La Brújula                   | Ràdio    | Onda Cero                |

## Llibres
Ha escrit els llibres Hablemos sobre felicidad (2015) i Diario de vida (2017), i la novel·la La maldición de la Casa Grande (2018).

## Premis
En 2004 va obtenir el Premi de l'Acadèmia de TV com a Millor Comunicador de Programes d'Entreteniment per Todo Madrid.
En 2008 l'ajuntament del conceyu asturià de Noreña el va nomenar Cavaller de l'Orde del Sabadiego. Aquest mateix any rep, per part de la Federació d'Associacions de Ràdio i Televisió, el Micròfon d'Or pel seu treball s la ràdio.
En 2009 el Consell Regulador de la Denominació d'origen "Cereza del Jerte" li va concedir el Premi Picota del Jerte per la seva trajectòria de periodista d'excel·lència i pel seu programa En días como hoy a RNE i En noches como estas de TVE.
En 2011 va rebre el Premi Antena de Oro en la categoria de Ràdio. Aquest mateix any va obtenir el Premi Ondas per la seva dilatada i mereixedora trajectòria professional.
En 2017 va rebre el premi Els millors de PR al Millor radiofonista per la seva trajectòria en la ràdio i pel seu treball en el programa Más de uno d'Onda Cero.